# Alice Japan
Alice Japan se fundó el 5 de abril de 1986 como sello de vídeo para adultos de Japan Home Video.

## Información sobre la empresa
Los primeros AV producidos por JHV fueron bajo el sello Penguin (ぺんぎん), siendo el primer título el softcore Asobinasareya, de 30 minutos de duración, Tadakurue (遊びなされや、ただ狂へ) protagonizada por Hidemi Nakajima (中島秀美) estrenada el 21 de mayo de 1984, con código de producción KA-1001. La misma serie de códigos de producción se utilizó para los lanzamientos bajo el sello Alice Japan, que comenzó con Sexy Violence (セクシーバイオレンス), KA-1050, protagonizada por Mariko Kajikawa. En los años siguientes, la compañía siguió utilizando la serie KA para sus productos lanzados en cinta VHS.
La icónica AV Idol Hitomi Kobayashi fue una de las primeras estrellas de la compañía que apareció en vídeos de Alice Japan ya en 1986. Entre otras de las primeras actrices AV que debutaron con Alice Japan estaban Riria Yoshikawa en 1990 y Asami Jō en 1995. Entre los primeros directores de la compañía se encuentran Rokurō Mochizuki, que empezó en el pinku eiga, Kunihiro Hasegawa y Yuji Sakamoto, que dirigían para Alice Japan a finales de los años 1980 y principios de 1990.
Alice Japan ha mantenido una larga asociación, que se remonta al menos a 1997, con el grupo de empresas audiovisuales Kuki Inc., que incluye Kuki, Max-A, Atlas21, Big Morkal, Media Station (Cosmos Plan) y Sexia. Al igual que otras empresas de este grupo, Alice Japan trabaja sobre todo con actrices noveles, especialmente las que debutan en el sector audiovisual. Todas estas empresas utilizan el sitio web X CITY, propiedad de Kuki, para anunciar y distribuir versiones de vídeo en streaming de sus productos.
Al igual que Kuki, h.m.p., Max-A y muchos de los antiguos estudios AV "profesionales" de Japón, Alice Japan ha sido miembro del grupo ético Nihon Ethics of Video Association (NEVA), que regula el contenido y el mosaico de censura exigido en los vídeos porno japoneses. Debido a esto, la mayoría de los vídeos producidos por Alice Japan han utilizado un mosaico analógico grande y en bloque, en contraposición a los mosaicos digitales más nuevos y finos que ahora son de uso común entre los estudios "independientes", como el grupo Soft On Demand (SOD). En 2007, la compañía comenzó a reeditar varios de sus antiguos vídeos utilizando un nuevo estándar de mosaico más fino bajo el sello Alice Pink.
El sitio web oficial de Alice Japan contiene una amplia base de datos de búsqueda de vídeos de Alice Japan que se remontan a 1984, así como una lista de actrices y una sección de blogs de las mismas.

## Sellos
Además de la etiqueta estándar de Alice Japan, también se han utilizado las siguientes para vídeos para adultos,
- Directors (desde 1989)
- Babylon (desde 1994)
- Erotica (desde 1995)
- ADNIS
- Alice Pink
- Charm
- Chocolat
- Jewel
- midi
- Mikle
- Mirukuru
- Pino

## Directores
Entre los directores de AV que han trabajado frecuentemente para Alice Japan figuran:
- Some Chan
- Kazutoshi Goto
- Minami Haou
- Kunihiro Hasegawa
- Takumi Iwasaki
- Shigeo Katsuyama
- Kazuhito Kuramoto
- Rokurō Mochizuki
- Kei Morikawa
- Kyosuke Murayama
- Tadanori Usami
- Pusuke Yamada

## Actrices
Algunos de los AV Idols más famosas del porno japonés han actuado para Alice Japan, entre ellas:
- Kyōko Aizome
- Hotaru Akane
- Riko Akina
- Minori Aoi
- Sora Aoi
- Tsukasa Aoi
- Yuma Asami
- Ami Ayukawa
- Mari Ayukawa
- Yumika Hayashi
- Ai Iijima
- Ayame Ikehata
- Asami Jō
- Bunko Kanazawa
- Mariko Kawana
- Kyōko Kazama
- Aino Kishi
- Hitomi Kobayashi
- Yuri Komuro
- Hitomi Kudo
- Hiromi Matsuura
- Mihiro
- Ryōko Mitake
- Aika Miura
- Alice Miyuki
- Rena Murakami
- Nana Nanaumi
- Mako Oda
- Anna Ohura
- Nao Oikawa
- Natsuki Ozawa
- Nao Saejima
- Rui Sakuragi
- Ai Sayama
- Kaho Shibuya
- Riko Tachibana
- Yui Tatsumi
- Maki Tomoda
- Aki Tomosaki
- Rina Nakanishi
- Akiho Yoshizawa
- Makoto Yuki
- Maria Yumeno